# تپه سنگی در برف
تپه سنگی در برف، که همچنین با نام دولمن در برف نیز شناخته می‌شود (آلمانی: Hünengrab im Schnee، به معنای تحت‌اللفظی «قبر غول در برف»)، اثری از نقاش آلمانی کاسپار داوید فریدریش است. فریدریش به خاطر مناظر طبیعی‌اش که عناصری مانند درختان یا خرابه‌های گوتیک را در برابر آسمان یا مه‌های صبحگاهی نشان می‌دهد، شناخته شده است.

## توصیف
این نقاشی درختان بی‌برگ را در برف زمستانی به تصویر می‌کشد که دو تا از آنها شکسته و یکی دیگر به دلیل باد غالب خم شده است، که به اثر، جوی تسخیرشده و ارواح‌گون می‌بخشد. این اثر یک منظرهٔ رمانتیک با تم تمثیلی است که یک سنگ‌چین یا میزسنگ را در میان سه درخت بلوط در بالای تپه نشان می‌دهد و حالتی اندوهناک و تأمل‌برانگیز دارد. احتمالاً این نقاشی حدود سال ۱۸۰۷ کشیده شده و از جمله نخستین نقاشی‌های رنگ روغن فریدریش محسوب می‌شود. ابعاد آن ۶۱ در ۸۰ سانتیمتر (۲۴ در ۳۱ اینچ) است و از سال ۱۹۰۵ در نگارخانهٔ استادان نو در درسدن نگهداری می‌شود.

عناصر اصلی این نقاشی از مکان‌های مختلفی در شرق آلمان گرفته شده‌اند. تپهٔ سنگی (کِرن) بر اساس محل دفن دوران نوسنگی در گروس‌اشتاین‌گراپ گوتسکو، نزدیک شهر گوتسکو در پومرانی غربی در نظر گرفته شده است؛ این خرسنگ پیش از سال ۱۸۱۸ تخریب شده بود، اما فریدریش دست‌کم از سال ۱۸۰۲ آن را طراحی کرده بود. فریدریش درختان را در نویبراندنبورگ طراحی کرده است، واضح‌ترین آن یک طراحی سپیدا در سال ۱۸۰۷ با نام Hünengrab am Meer ("دولمن در کنار دریا") است. درختان بلوط مشابه در چندین اثر دیگر فریدریش نیز دیده می‌شوند، از جمله راهب در برف (۱۸۰۸، که به نام زمستان نیز شناخته می‌شود)، صومعه در بلوط‌زار (۱۸۱۸)، گورستان صومعه زیر برف (۱۸۱۸) و درخت بلوط در برف (۱۸۲۹). تپه در نزدیکی وسترو واقع شده است. نقاشی همچنین شامل چهار کلاغ است؛ دو کلاغ بالای تپه سنگی، یکی در سمت راست و چهارمی در ارتفاع بالای درخت سمت راست قرار دارد.

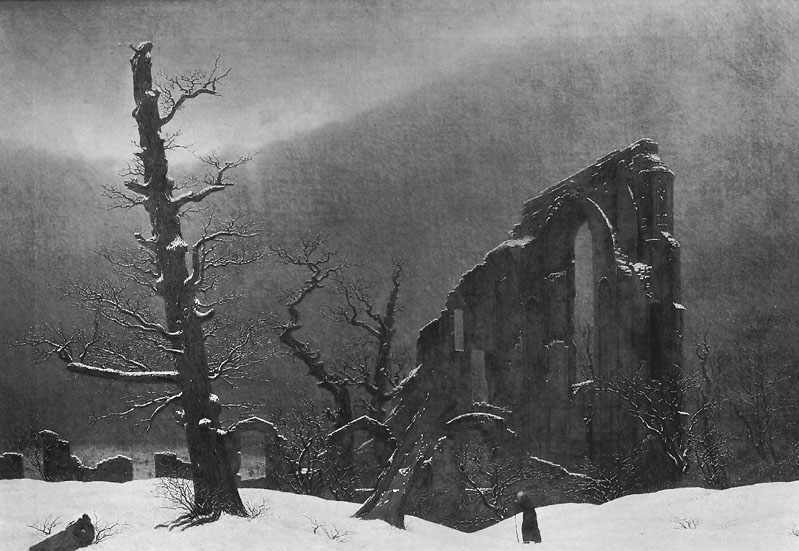
کاسپار داوید فریدریش: راهب در برف، همچنین شناخته‌شده با عنوان زمستان، ۱۸۰۸
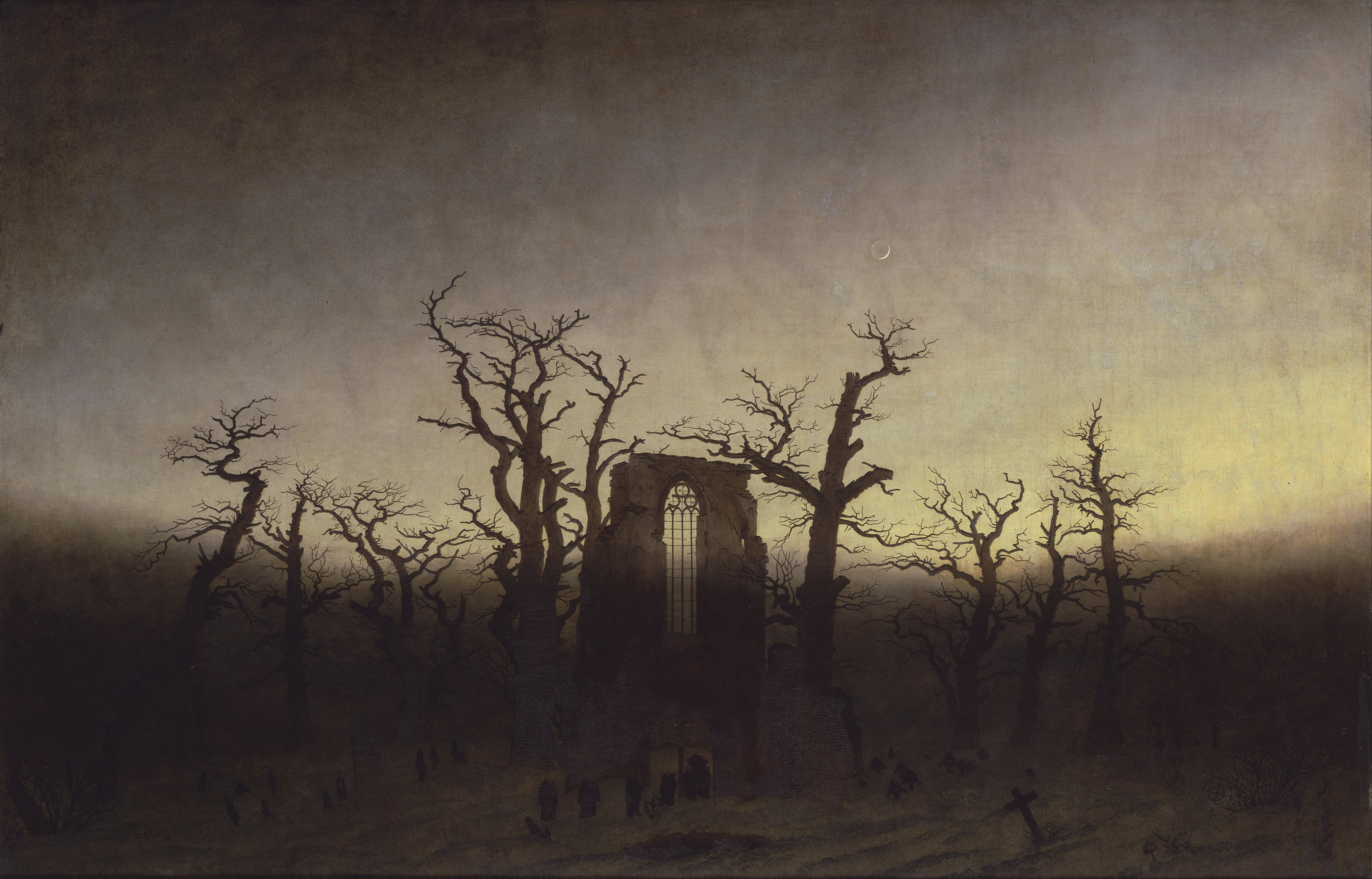
کاسپار داوید فریدریش: صومعه در بیشه‌زار بلوط، ۱۸۰۹
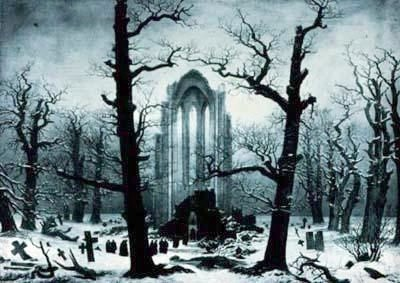
کاسپار داوید فریدریش: گورستان صومعه در زیر برف، ۱۸۱۸
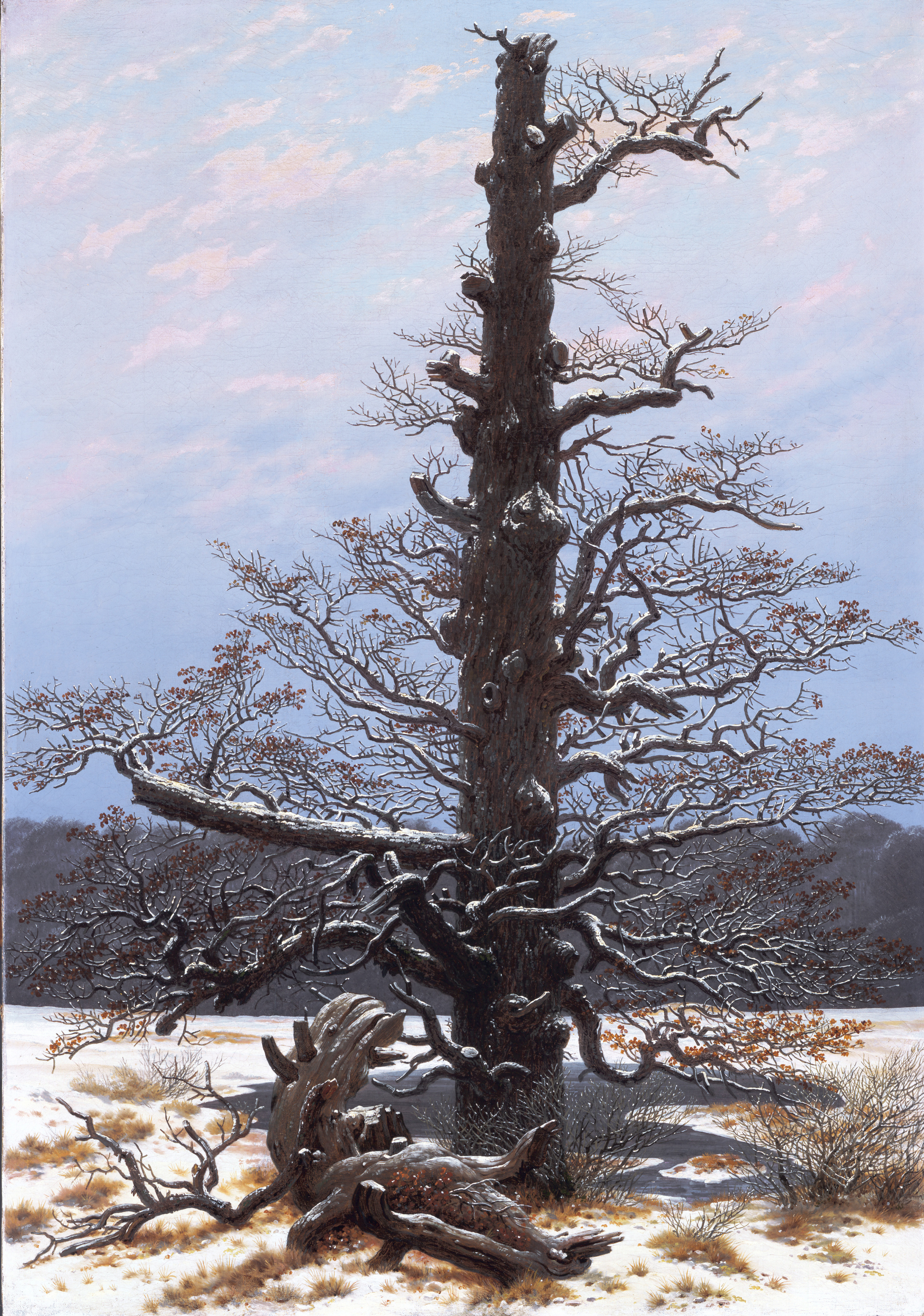
کاسپار داوید فریدریش: درخت بلوط در برف، ۱۸۲۹

## نمادگرایی
این نقاشی به نمادگرایی مسیحی و غیرمسیحی اشاره دارد. درختان و جنگل‌ها نماد پایداری زندگی، طول عمر و جاودانگی دانسته می‌شدند. بیشه‌های مقدس، که اغلب متشکل از گروهی درخت در دوران باستان بودند، با رازآموزی و آیین‌های آغازین مرتبط بودند و به عنوان مکان‌هایی مقدس و دست‌نایافتنی شناخته می‌شدند. درختان اصلی‌ای که در این نقاشی از فریدریش به تصویر کشیده شده‌اند، بیشتر شاخه‌های کهنه‌شان قطع شده‌اند. سه درخت اطراف سنگ‌چین، یادآور سه صلیب چوبی گلگتا در صحنهٔ تصلیب عیسی و نیز اتاقک سنگی‌ای است که پیکر مسیح در آن دفن عیسی شد. این نقاشی همچنین به ماندگاری نشانهٔ سنگی باستانی، نیروی درخت بلوط برای مقاومت در برابر طوفان — شکسته و خم‌شده اما شکست‌ناپذیر — و تداوم زندگی در میانهٔ زمستان اشاره دارد.
منتقدان هنر این نقاشی را مراقبه‌ای دربارهٔ زندگی و مرگ و همچنین تأملی بر وضعیت سیاسی آلمان پس از شکست‌های پروس از ارتش فرانسهٔ ناپلئون در نبردهای دوقلوی ینا و اورشتدت در سال ۱۸۰۶ تفسیر کرده‌اند. فریدریش در همین دوره، مشغول کار بر روی اثر محراب تتشن (۱۸۰۷) نیز بود.
نخستین مالک این نقاشی، استاد دانشگاه گرایفسوالت، کارل شیلدنر بود. در سال ۱۸۲۸ در نشریهٔ دانشگاهی «گرایفسوالت» (جلد دوم، شماره ۲، صفحات ۴۰–۴۱) از آن یاد شده است. این اثر در سال ۱۸۴۵ در حراجی‌ای در لایپزیگ فروخته شد و دوست فریدریش و نقاش هم‌دوره‌اش یوهان کریستین دال آن را خرید. دال از این نقاشی الهام گرفت و اثری با عنوان «گورسنگی در زمستان» خلق کرد. این تابلو سپس از اموال تنها پسر بازماندهٔ دال، یوهان زیگوالد دال، به فروش رفت و در سال ۱۹۰۵ به مجموعهٔ نگارخانهٔ استادان نو در درسدن پیوست.

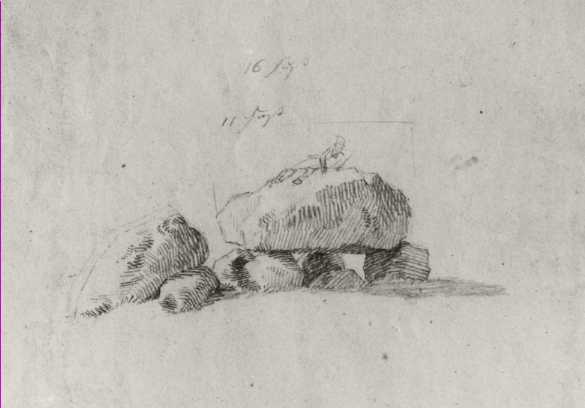
کاسپار داوید فریدریش: گورسنگی در گوتسکوف، ۱۸۰۲
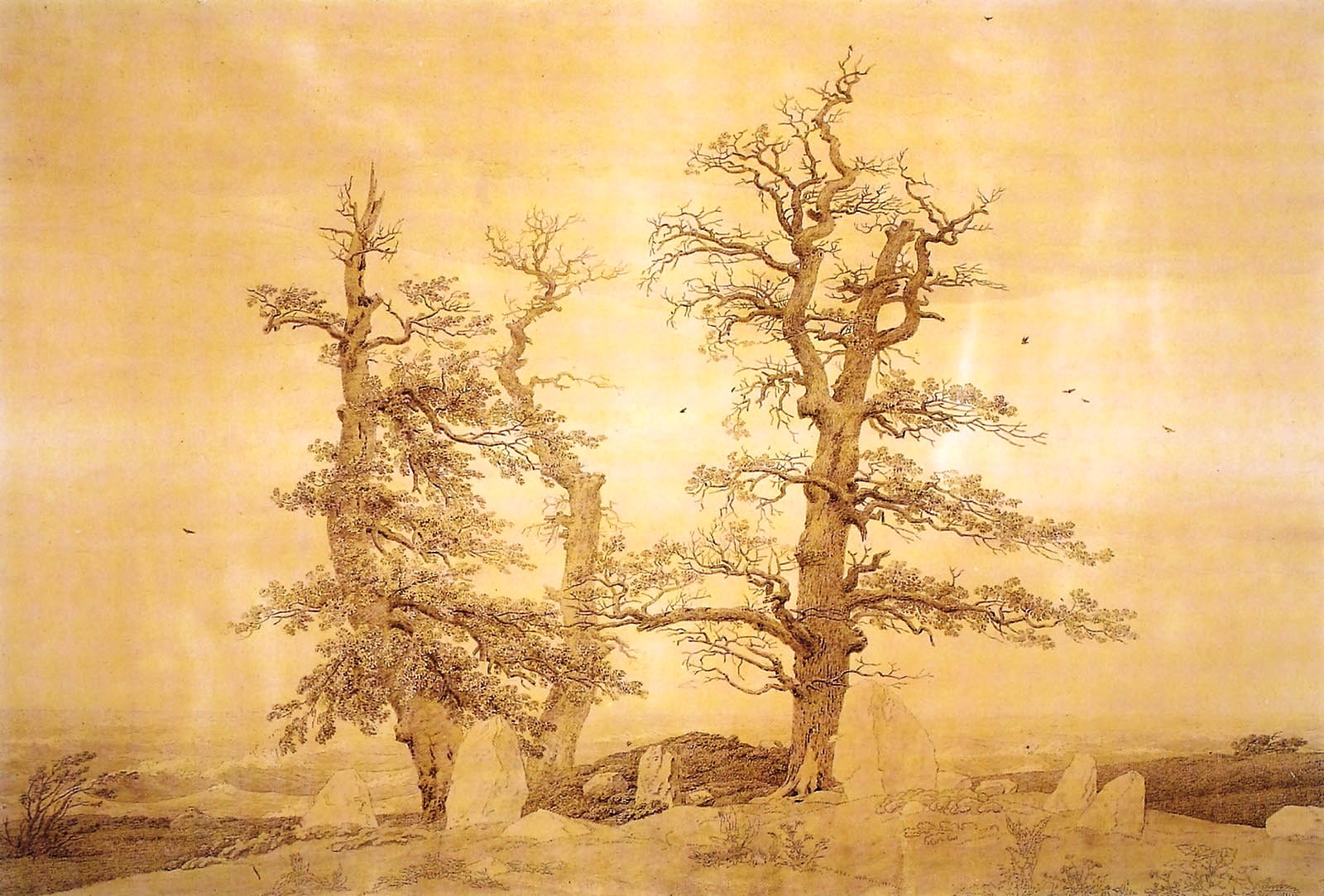
کاسپار داوید فریدریش: گورسنگی در کنار دریا، ۱۸۰۷
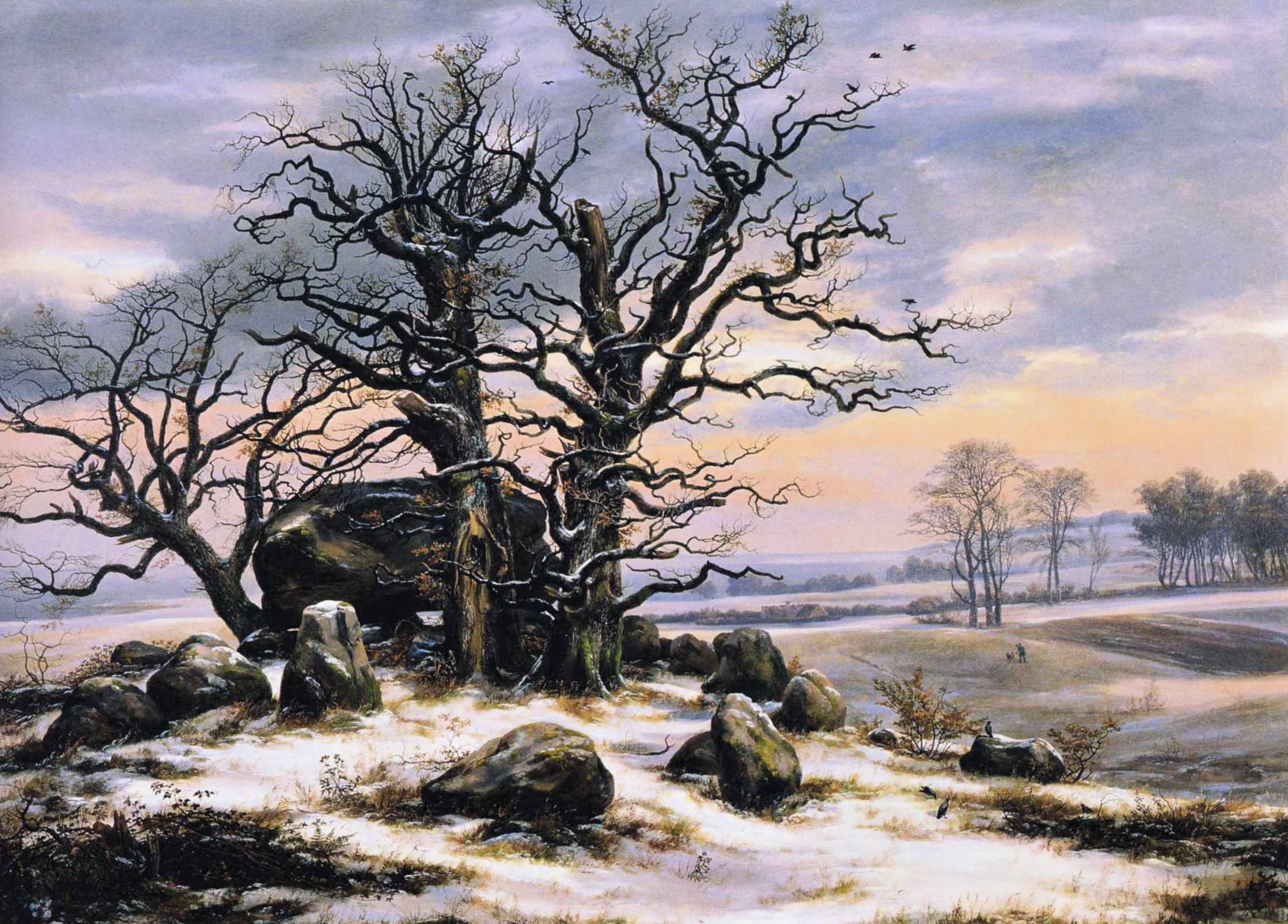
یوهان کریستین دال: گورسنگی در زمستان، ۱۸۲۴–۱۸۲۵